# Mary's Ankle
Mary's Ankle è un film muto del 1920 diretto da Lloyd Ingraham. La sceneggiatura si basa sull'omonimo lavoro teatrale di May Tully andato in scena a New York il 6 agosto 1917 che aveva come interprete Irene Fenwick, una delle stelle di Broadway.

## Produzione
Il film fu prodotto dalla Thomas H. Ince Corporation.

## Distribuzione
Il copyright del film, richiesto dalla Thomas H. Ince Corp., fu registrato il 31 dicembre 1919 con il numero LP14605.
Distribuito dalla Paramount-Artcraft Pictures, il film uscì nelle sale cinematografiche degli Stati Uniti il 29 febbraio dopo essere stato presentato in prima il 15 febbraio 1920.
Copia della pellicola è conservata negli archivi della Library of Congress.